# Georg Burmester

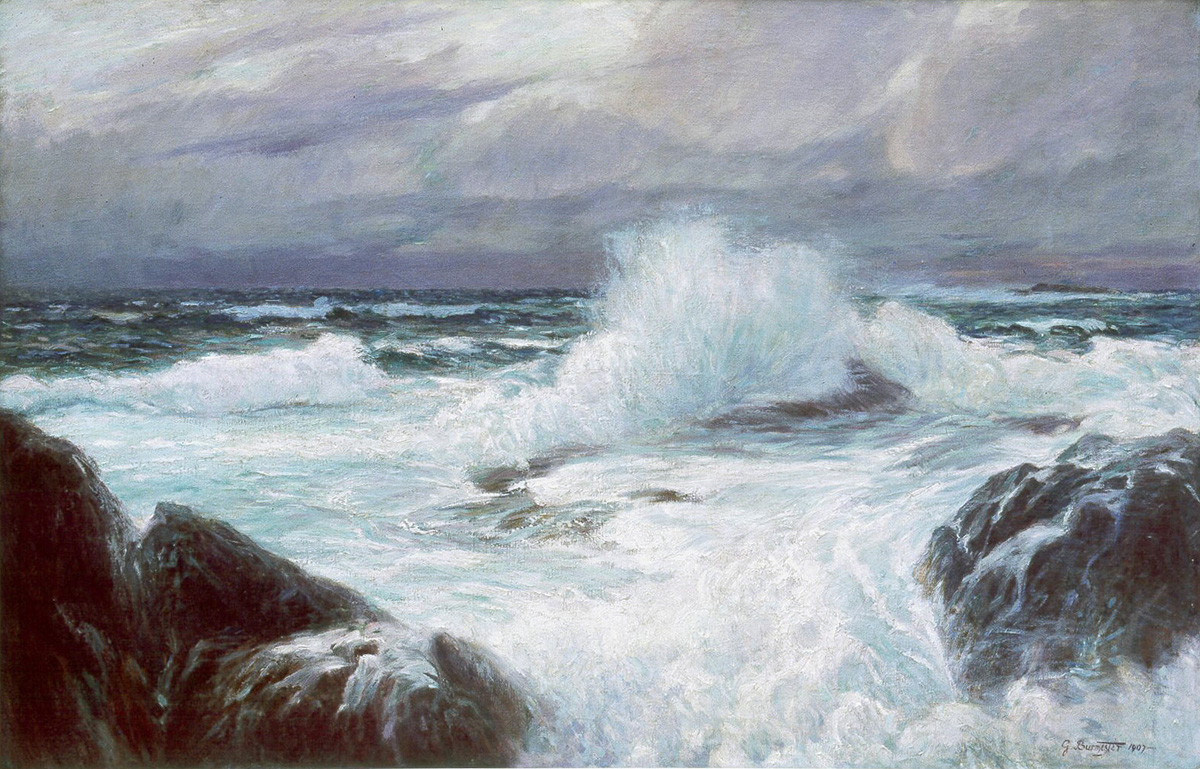
Georg Burmester: Oleaje en la costa noruega, 1907, Museo de artistas Heikendorf

Jorge Burmester (* 4 de diciembre de 1864 en Barmen (ahora un distrito de Wuppertal); † 30 de junio de 1936 en Möltenort cerca de Kiel) fue un pintor impresionista alemán.
Georg Burmester era hijo del director de la Realschule Adolf Burmester y Charlotte Henriette Marie, de soltera Ritter. De 1881 a 1883 estudió en la Academia de Arte de Düsseldorf con Heinrich Lauenstein (1835-1910) y Hugo Crola, de 1883 a 1889 en la Academia de Arte de Karlsruhe con Gustav Schönleber. En 1886 realizó un viaje de estudios a Italia e hizo el servicio militar en 1887/88. A partir de 1889 vivió en Kiel, donde conoció a Ernst Eitner. Con este trabajó en 1889 en Gothmund. A partir de 1895 estuvo radicado en Möltenort. Durante este tiempo realizó un viaje de estudios a Noruega y Copenhague. En 1907/08 recibió una beca de la Villa Romana de Florencia. En el período de 1912 a 1930 fue profesor en la Kunstakademie de Kassel, y como parte de esta actividad obtuvo el título de profesor en 1917. Su alumno más famoso en este momento fue Seep Vees. Después de 1930, Burmester volvió a vivir en Möltenort, un distrito de Heikendorf cerca de Kiel, y también estuvo temporalmente activo en la colonia de artistas de Heikendorf.
Burmester fue miembro fundador de la Asociación de Arte de Schleswig-Holstein en 1894 y más tarde fue su presidente.